# Équipe de Saint-Marin masculine de volley-ball
L'équipe de Saint-Marin de volley-ball est composée des meilleurs joueurs sélectionnés par la Fédération saint-marinaise de volley-ball. Elle est actuellement classée au 118e rang de la Fédération internationale de volley-ball au 19 aout 2016, dans les dernières équipes avec au moins des points au classement.
La sélection nationale participe au Championnat d'Europe des petits États, ainsi qu'aux Jeux méditerranéens.

## Sélection actuelle
Entraîneur : Stefano Mascetti  
Composition de l'équipe en février 2016
- David Bacciocchi
- Lorenzo Benvenuti
- Matteo Bernardi
- Jan Budzko
- Emanuele Cervellini
- Paul Crociani
- Nicolas Farinelli
- Giovanni Gamboni
- Alessandro Gennari
- Andrea Giri
- Valerio Guagnelli
- Andrea Lazzarini
- Alessandro Peroni
- Marco Rondelli
- Ivan Stefanelli
- Francesco Tabarini
- Federico Groping
- Lorenzo Togni
- Giuliano Vanucci
- David Zonzini
- Matthew Zonzini

## Palmarès et parcours
Le niveau européen de l'équipe étant faible, l'équipe apparait seulement dans les tours préliminaires de qualification.

### championnat du monde 2014
Zone Europe - Groupe G : Éliminé

### Championnat d'Europe 2010
Qualification 1er tour : Éliminé